# Tanjung Durian (Barumun)
Tanjung Durian is een bestuurslaag in het regentschap Padang Lawas van de provincie Noord-Sumatra, Indonesië. Tanjung Durian telt 405 inwoners (volkstelling 2010).